# Сива литература
Сива литература је појам под којим обавештајне службе, библиотекари, медицинари и истраживачи подразумевају скуп публикација које нису лако доступне јавности преко уобичајених канала и преко издавача.

## Дефиниција и примери
Такође је дефинисана као скуп стране или домаће слободне публикације доступне најчешће путем специјализованих канала, који нужно не улази у уобичајене системе публикације, дистрибуције и библиографске контроле те се не може набавити у књижарама. Сива литература је део комуникацијског процеса и није комерцијална.
Примери сиве литературе обухватају техничке извештаје владиних служби или истраживачких скупина, радне материјале истраживачких група или одбора, службене извештаје. Сива литература је појам који се често, али не и увек, користи и за научне публикације истраживања.

## Проблематике
Међутим, библиотекари и остали информатолози суочавају се с проблемом идентификовања, дефинисања и сортирања сиве литературе из неколико разлога. Те публикације најчешће не пролазе библиографску контролу, што значи да се не могу увек лако дознати ни основне информације попут имена аутора, датума објављивања. Нестручна припрема за штампу и графичка обрада у мали број примерака тих публикација чине њихово систематизовано прикупљање далеко тежим у односу на традиционалне штампане медије попут часописа и књига. Развојем интернета повећала се могућност проучавања сиве литературе јер се сада објављује на многим веб страницама и индексирана је од стране комерцијалних издавача база података.

## Сродне категорије и обрада
Информатичари и истраживачи углавном разликују сиву литературу од ситне штампе, али постоје одређена преклапања између ових публикација, као и уобичајени проблеми попут библиографске контроле.
Како се мало информацијских извора бави обрадом сиве литературе, подаци о тој литератури су ретки и недовољно стандардизовани те су стога посебно драгоцени.